# 平野和良
平野 和良（ひらの かつよし、1972年6月6日 - ）は、日本の実業家。元株式会社ベリテ代表取締役社長CEO、元株式会社BLOOM代表取締役社長、エステールホールディングス株式会社専務取締役、サイゴンオプティカルCO.,LTD.社長、愛思徳(杭州)珠宝有限公司董事長、コンセプトアイウェアマニュファクチャーベトナムCO.,LTD.社長、As -meエステール株式会社専務取締役。

## 人物・経歴
1972年千葉県生まれ。1995年3月千葉商科大学商経学部卒業。1995年8月宇田川清税理士事務所入所。1996年6月株式会社ジュエリーデン入社、2002年9月取締役、2009年4月株式会社ベリテ執行役員マーケティング本部長兼販売促進部長、2010年4月代表取締役社長CEO、2012年7月代表取締役社長CEO宝飾事業部長兼マーケティング本部長、2014年10月代表取締役社長CEO辞任。2014年12月エステールホールディングス株式会社入社、2015年5月株式会社BLOOM代表取締役社長、2015年6月エステールホールディングス株式会社専務取締役、2017年2月サイゴンオプティカルCO.,LTD.社長、2017年12月愛思徳(杭州)珠宝有限公司董事長、2018年1月コンセプトアイウェアマニュファクチャーベトナムCO.,LTD.社長、2018年10月As-meエステール株式会社専務取締役。